# 가압수형 원자로

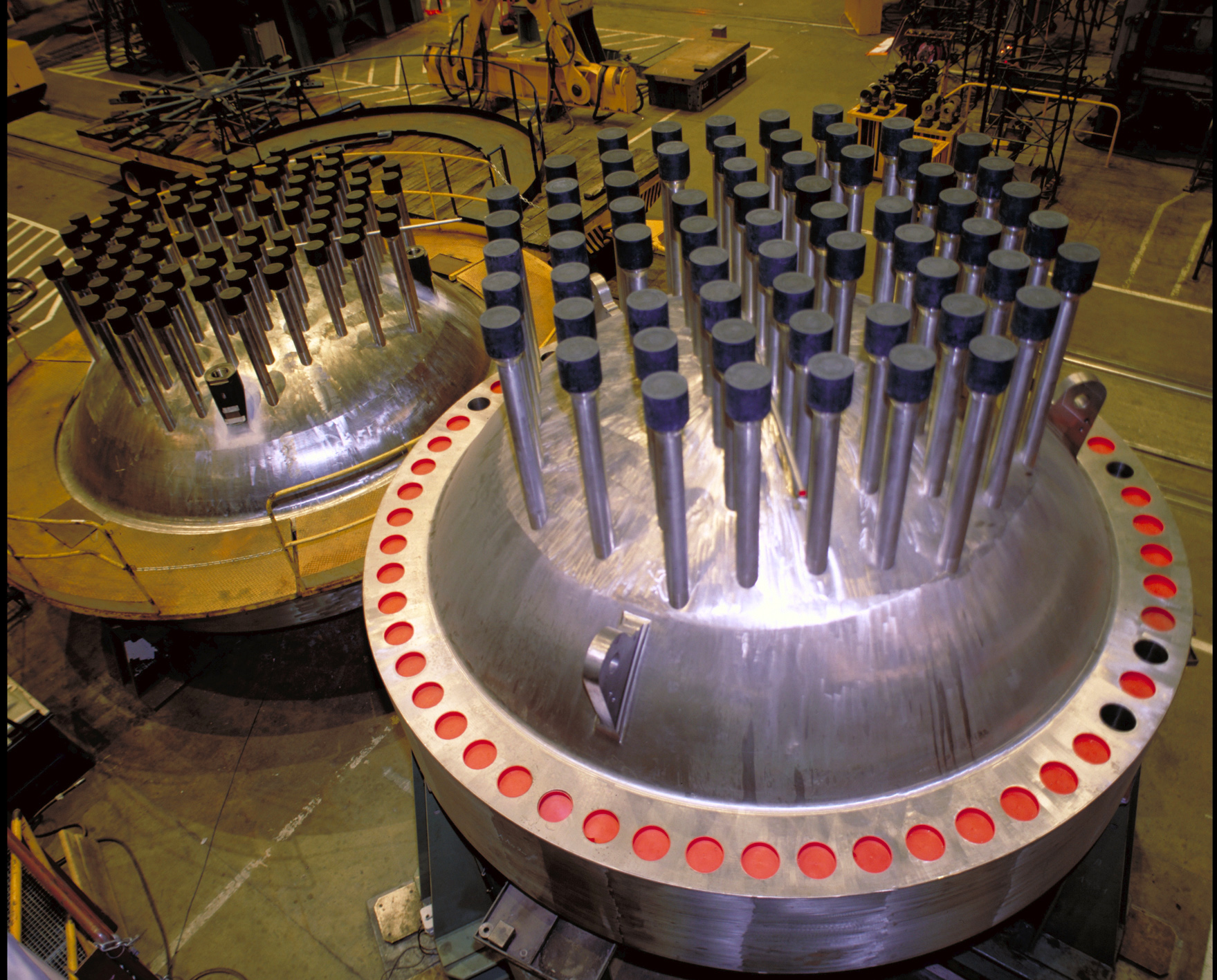

가압수형 경수로(加壓水型軽水爐, 영어: pressurized water reactor, PWR), 가압수형 경수로는 압력을 가한 물을 냉각재와, 중성자 감속재로 쓰는 원자로이다. 이 원자로의 이름은 내부 냉각수 순환계통에서는 물에 압력을 가해서 물이 끓지 않도록 만든 데에서 비롯되었다. 가압수형 원자로는 전 세계에서 가장 보편화된 원자로로서, 230개 정도의 원자로는 전력 생산에 쓰이고 몇 백 개의 원자로는 해군 함정을 추진하는 용도로 사용된다. 우리나라에서는 월성원자력발전소를 제외하고 고리, 한빛, 한울 등 모든 원전이 가압경수형 원자로를 쓰고 있다.

## 역사
초기에 웨스팅하우스 베티즈 원자력 연구소에서 군사적인 목적으로 개발하였으나, 이후 상업적인 목적으로 웨스팅하우스 원자력 위원회에서 개발하였다.
미 육군 원자력 프로그램에서 1954년부터 1974년까지 가압수형 원자로를 운영했다. 스리마일 원자력 발전소에서 처음으로 2기의 가압수형 원자로인 TMI-1과 TMI-2를 가동했는데, 1979년 TMI-2에서 부분적인 노심용융이 일어나는 바람에 미국에서는 신규 원자력 발전소 건립이 중단되었다.

## 개요

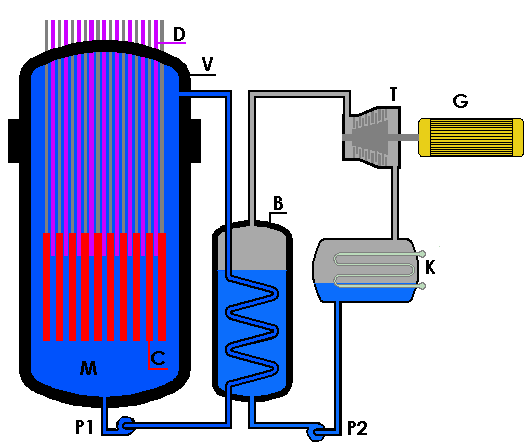
가압수형 원자로의 개략도 M는 노심, C는 연료 집합체, D는 제어봉, V는 압력용기, B는 열교환기, P1은 1차 계통, P2는 2차 계통, K는 응축기, T는 터빈, G는 발전기

가압경수로는 원자로 압력용기 안의 핵연료의 연쇄반응이 내는 열로 동작한다. 연쇄반응에서 발생한 열은 연료 집합체와 열 교환기 사이로 순환하는 1차 계통에 전달된다. 1차 계통의 뜨거워진 물은 증기 발생기로 불리는 열 교환기에서 2차 계통에 열을 전달하고, 여기에서 생성된 증기가 터빈을 돌린다. 터빈에 연결된 발전기에서 전기가 생산되는데, 핵 잠수함에서는 이 전기를 잠수함 추진을 위한 모터에 공급하지만, 핵발전소에서는 발생된 전기를 전력선으로 보낸다. 한편 증기는 터빈을 통과한 다음 응축기와 2차 계통에서 온도가 낮아져 응축되고, 증기 발생기로 되돌아간다. 2차 계통의 폐열은 터빈 배출구로 나오는데, 이 폐열을 활용하여 다른 일 (온실, 양어장 등) 을 할 수 있다.
두 가지의 차이점으로 말미암아 가압경수로와 다른 원자로와 비교된다:
- 가압경수로에서는 두 개의 다른 냉각수 계통이 있는데(1차 계통과 2차 계통), 이 둘에는 일반 물 (혹은 경수) 이 흐른다. 이와 반대로, 비등수형 원자로 (BWR) 에서는 냉각수 계통이 하나밖에 없다.
- 1차 계통의 압력은 대체로 16 메가파스칼 정도로, 다른 원자로에 비해서 현저히 높은 압력이다. 1차 계통에는 압력에 대한 기체 법칙의 영향으로 원자로가 정상 가동할 때 끓지 않게 된다. 이와 반대로, 비등수형 원자로에서는 1차 계통의 냉각수가 노심 안에서 끓어 터빈을 돌린다.

## 가압수형 원자로 설계
가압경수로는 원자로와 증기발생기가 격납 건물 안에 있으며, 냉각재가 원자로를 순환하는 1차 계통, 증기발전기에서 발생한 뜨거운 증기로 터빈과 발전기를 돌리는 2차 계통, 터빈을 돌린 후 증기를 다시 물로 바꾸는 3차 계통으로 구성되어 있다.

### 냉각재
원자로의 냉각재 계통은 폐회로(closed loop) 방식으로, 노심을 감싸고 있는 원자로, 증기를 발생시키는 증기발생기, 원자로와 증기발생기를 연결하는 배관, 냉각수를 순환시키는 원자로냉각재펌프, 계통의 압력을 유지하고 조절하는 가압기 등으로 구성된다. 원자로에서 가열된 고온의 냉각수를 증기발생기 쪽으로 보내는 배관을 '고온관 (Hot Leg)'이라고 하고, 증기발생기에서 냉각된 물을 다시 원자로 쪽으로 들여보내는 배관을 '저온관 (Cold Leg)'이라고 한다. 증기발생기에서 생성된 증기를 이용해 터빈발전기를 구동하고 다시 물로 응축시켜 순환하도록 만드는 계통을 '2차 계통'이라 부르며, 이에 비해 원자로냉각재계통은 '1차 계통'이라고 한다.
가압경수형 핵발전소는 발전효율을 높이기 위해 필요한 고온고압의 2차 계통 증기를 생산해야 하므로, 냉각수가 항상 고온인 상태에서 운전을 해야 한다. 또한 고온에서도 물이 끓지 않도록 높은 압력으로 가압시켜 운전해야 한다. 이에 따라 통상 가압경수로는 300 °C 이상에서도 물이 끓지 않도록 150기압 이상 고압 상태를 유지해야 하며, 원자로냉각재계통의 압력경계 (RCPB, reactor coolant pressure boundary)는 항상 고온고압에 견디도록 설계된다. 따라서 정상운전 상태에서뿐만 아니라 예상되는 설계기준사고 발생 시에도 안정성을 유지하도록 되어 있다.
경수는 PWR에서 1차 계통에서 쓰이며, 1차 계통의 온도는 약 315 °C 정도 된다. 1차 계통에서 흐른 가열된 물은 2차 계통 (대부분의 디자인에서, 온도는 약 275도, 압력은 900psig, 6.2MPa 정도의 압력) 에 흐르는 물을 포화 수증기로 만들어서 증기터빈으로 보낸다.
원자로냉각재계통은 원자로 1기에 2~3개의 증기발생기를 연결한 순환유로로 구성되어 있다. 그리고 각 순환유로에는 1~2개의 원자로냉각재펌프가 달려 있다. 모든 형태의 원자력발전소에는 1기의 가압기가 설치되는데, 그 용량은 출력에 비례하며, 원자로 출구 쪽 고온관 배관에 밀림관 (surge line) 으로 연결되어 있다. 가압기 상부에는 급격한 압력상승에 대비해 원자로냉각재계통의 압력경계를 유지하기 위한 안전밸브와 방출밸브가 설치되어 있다.
원자로냉각재계통에는 배관파단으로 냉각재상실사고 (LOCA) 발생 시 자동으로 다량의 냉각재를 원자로에 신속히 주입할 수 있는 안전주입탱크와 펌프를 이용해 지속적으로 냉각수를 주입할 수 있는 안전주입계통이 연결되어 있다. 또한 정상운전 시 냉각수의 양과 수질을 조절하는 화학체적제어계통이 달려 있으며, 원자로 정지 및 냉각운전 시 노심에서 발생하는 붕괴열 (Decay Heat)을 지속적으로 제거하고 저온정지 상태에 이를 때까지 냉각시키는 정지냉각계통 (혹은 잔열제거계통) 같은 보조설비들이 연결되어 있다. 상업적인 가압경수로는 냉각재가 흐르는 양이 일정하지만 미 해군에서 사용하는 원자로는 냉각재가 흐르는 양을 조정할 수 있다.

### 감속재
가압 경수로는 연쇄반응을 유지하기 위해서 빠른 중성자를 원자로에 느리게 하는 (이 과정을 감속이라고 한다) 열반응로 디자인과 비슷한 면이 있다. 많은 물 분자들은 중성자와 크기가 거의 같아서, 중성자와 더 자주 충돌하여 중성자의 속도를 낮추게 된다. 물 분자의 밀도가 높을수록 중성자의 속도가 더 느려진다. 가압 경수로의 냉각수는 물 분자 내의 경수소 원자가 중성자의 속도를 낮추는 구조로 되어 있다. 물은 가압 경수로의 중요한 안전 장치 중 하나인데, 물의 온도가 올라가면 물이 팽창하여 물 분자의 밀도가 낮아져서 연쇄 반응이 줄어들어, 결국 원자로의 반응도 낮아지게 된다 (보이드 효과). 그 까닭에 원자로가 이상 작동하면 감속 비율이 낮아므로 노심 온도도 낮아진다. 이런 고유의 안정성은 가압 경수로를 매우 안정성 있게 만든다. 그러나 체르노빌 사고 기종인 RBMK (흑연감속 비등경수 압력관형 원자로)는 열반응이 높아지면 냉각수 온도가 높아져 안정성이 떨어진다. RBMK의 이러한 디자인 상의 결함은 체르노빌 사고의 요인 중 하나로 꼽힌다.

### 연료

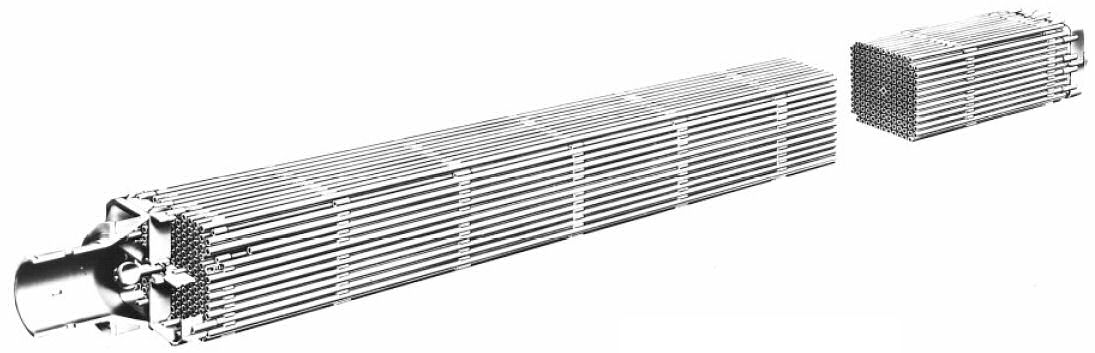
가압경수로의 연료 집합체 이 연료 집합체는 원자력 여객&화물선인 NS 서배너호의 가압경수로에서 사용된 것이다.

가압 경수로에서 쓰이는 연료는 235U가 일정 비율 농축된 우라늄을 사용한다. 농축이 끝난 이산화 우라늄(UO2) 가루를 소결 (녹는점 이하의 온도로 가열했을 때, 가루가 녹으면서 서로 밀착·고결을 이용하는 현상)시켜 이산화 우라늄으로된 세라믹 펠릿을 만든다. 이렇게 원통형으로 만든 펠릿을 부식에 견디는 지르코늄 합금 (지르코니) 에 넣고, 열 전달을 돕기 위해서 헬륨을 지르코니 봉에 주입한다. 완성된 연료봉은 연료 집합체에 묶여 연료 다발이 되는데, 이것이 원자로의 노심에 장전된다. 가압경수로의 설계가 안전하게 적용되면 우라늄 분열이 초래하는 급속한 연쇄 반응이 일어나지 않는다. 이는 가압경수로의 안전에 매우 중요한데, 급속한 연쇄 반응이 일어나면 여분의 에너지가 빠르게 생성되어 원자로에 손상을 주고 심각한 경우 멜트다운 (원자로 노심용융) 사태를 불러일으키기도 하기 때문이다 (체르노빌 사고가 일어난 것이 이것 때문일 수도 있다). 전형적인 가압경수로의 연료 집합체는 200개에서 300개 정도의 연료봉이, 원자로에는 150개에서 250개 정도의 연료 집합체가 들어가게 된다. 여기에는 80에서 100톤 정도의 우라늄이 필요하다. 일반적으로 연료 집합체 하나의 연료봉은 14X14 또는 17X17 개로 유지된다. 가압경수로의 연료다발의 길이는 약 4미터 정도이다.

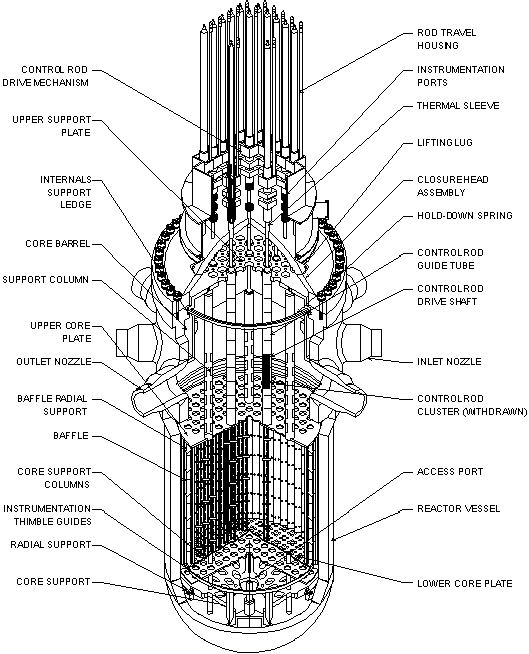
가압경수로의 압력용기

### 제어
대부분의 가압경수로는 1차 계통에 넣는 붕산의 양으로 원자로 출력을 조정한다. 붕산은 즉시 중성자를 흡수하여 중성자에 의한 연쇄 반응을 줄임으로써 원자로를 제어한다. 전체 제어 시스템에는 고압력 펌프 (보통 가압 및 이완 시스템) 가 포함되는데, 이 펌프는 1차 계통에 고압의 물을 넣고 빼서 붕산의 농도를 조절한다. 이와 달리 비등수형 원자로에서는 붕산을 사용하지 않고, 냉각수의 흐름으로 출력을 조정한다. 따라서 비등수형 원자로의 설계가 더 향상되었다고 볼 수 있는데, 붕산의 부식성이 강하고 가압, 이완 시스템이 필요 없다는 점 때문이다. 다만 대다수 비등수형 원자로의 비상정지 시스템에는 냉각수에 높은 농도의 붕산을 넣는 체계가 포함되어 있다. 예컨대 CANDU에서는 붕산이 연쇄 반응을 줄일 수 있는 보조 수단으로 사용되고 있다.
또다른 제어 수단인 제어봉은 압력 용기에서 연료 집합체로 들어가며, 보통 원자로를 처음 운전할 때나 가동을 멈출 때 사용한다. 해군 원자로에서는 제어봉의 높이로 출력을 조절한다.

### 5중 방호벽
제 0방호벽(펠렛) : 화학적으로 안정된 이산화우라늄을 굳혀서 구운 연료체로서 우라늄의 핵분열에 의하여 생기는 방사성물질의 대부분이 펠렛 안에 갇힌다.
제 1방호벽(피복재) : 핵연료 펠렛을 둘러싸고 있는 핵연료 봉으로서 지르코늄 합금 (지르칼로이) 으로 된 금속관에 넣어져 밀봉되므로 펠렛에서 나온 적은량의 가스는 이 피복재안에 밀폐된다.
제 2방호벽(원자로 압력용기) : 핵연료 집합체들과 원자로 냉각재를 담고 있는 두께 20cm 이상의 강철로 된 용기이다.
제 3방호벽(차폐콘크리트벽): 원자로 주위를 둘러싸고 있는 두꺼운 콘크리트 벽으로서 방사선이 밖으로 새어나오는 것을 막아준다.
제 4방호벽(격납용기) : 원자로, 냉각재 계통, 안전계통 및 그 보조계통들이 모여있는 공간 전체를 덮는 두꺼운 강철 구조물을 말하는데, 비상 상황에서도 방사성물질은 격납 용기안에 밀폐된다.
제 5방호벽(생물학적 차폐벽) : 강철 격납용기 바깥에 70~100cm의 두꺼운 철근 콘크리트 건물로서 최종 방벽 역할을 한다. 격납용기와 같이 돔 형태이며 방사성물질이 외부 환경으로 나가는 것을 방지한다.

## 장점
- 원자로 출력의 증가 속도 보다 발전 출력 증가 속도가 느리므로 원자로를 안정적으로 제어할 수 있다.

- 제1계통과 제2계통이 분리되어 있으므로 방사성물질에 의한 오염 발생이 적다.

- 원자로는 전원이 끊어지면 원자로를 수동으로 제어할 수 있다. 제어봉이 전자석으로 고정되므로 전력이 소실되면 제어봉이 중력에 의해 삽입된다. 완전히 삽입될 경우 원자로의 핵반응을 멈출 수 있다.

- 소형화가 쉬우므로 원자력잠수함, 항공모함 등 군용 원자로에 사용된다.

## 단점
- 가압경수로는 1차 계통에서 증기를 발생시키지 않으나, 열교환을 통해 2차 계통에서 증기를 발생시켜 이를 발전에 활용한다. 1차 계통에서 물 (이 때의 온도는 300 °C) 을 액체 상태로 유지하려면 냉각수를 가압해야 하는데, 이를 위하여 고강도 배관과 고압 용기가 필요하므로 건설 비용이 증가한다.
- 가압경수로에서는 대부분 압력이 높게 유지되므로 냉각재 손실 사고에 치명적일 수 있다.
- 비등형경수로에 비해 높은 압력과 온도에서 운전해야 하므로 설비의 건설 및 유지 비용이 높다.

## 같이 보기
- 스리마일섬 원자력 발전소 사고